# يوري بولياكوف
يوري بولياكوف (بالإنجليزية: Yuriy Polyakov)‏ هو مهندس وعالم حاسوب أمريكي، ولد في 3 سبتمبر 1980.